# Mezőszilvás község
Mezőszilvás község (románul: Comuna Silivașu de Câmpie) község Beszterce-Naszód megyében, Romániában. Központja Mezőszilvás, beosztott falvai Bircágtanya, Drágatanya, Jobojtanya.

## Népessége
A 2011-es népszámlálás adatai alapján a község népessége 1011 fő volt.